# Isolepis cernua
Isolepis cernua là loài thực vật có hoa trong họ Cói. Loài này được (Vahl) Roem. & Schult. mô tả khoa học đầu tiên năm 1817.

## Hình ảnh

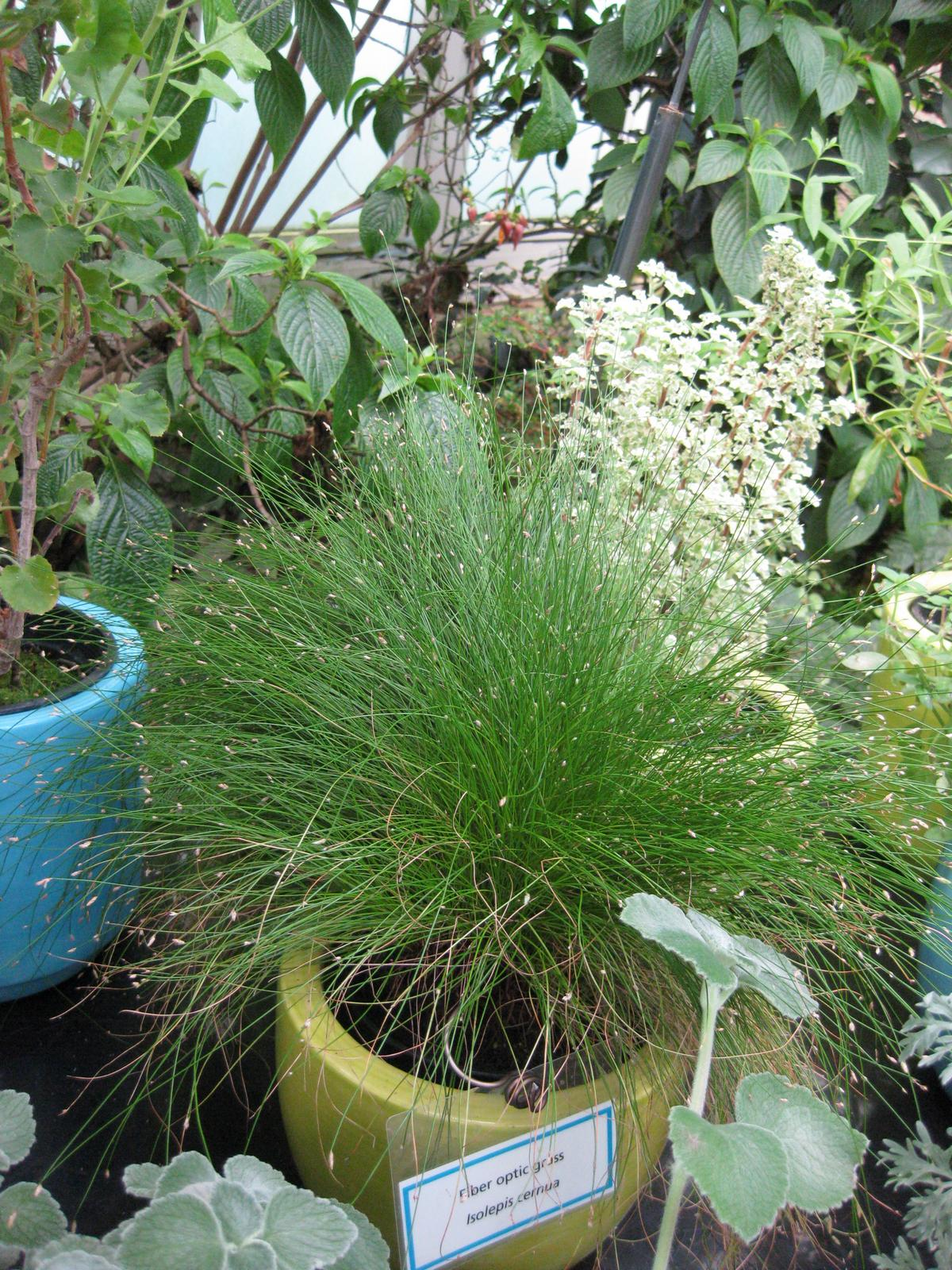
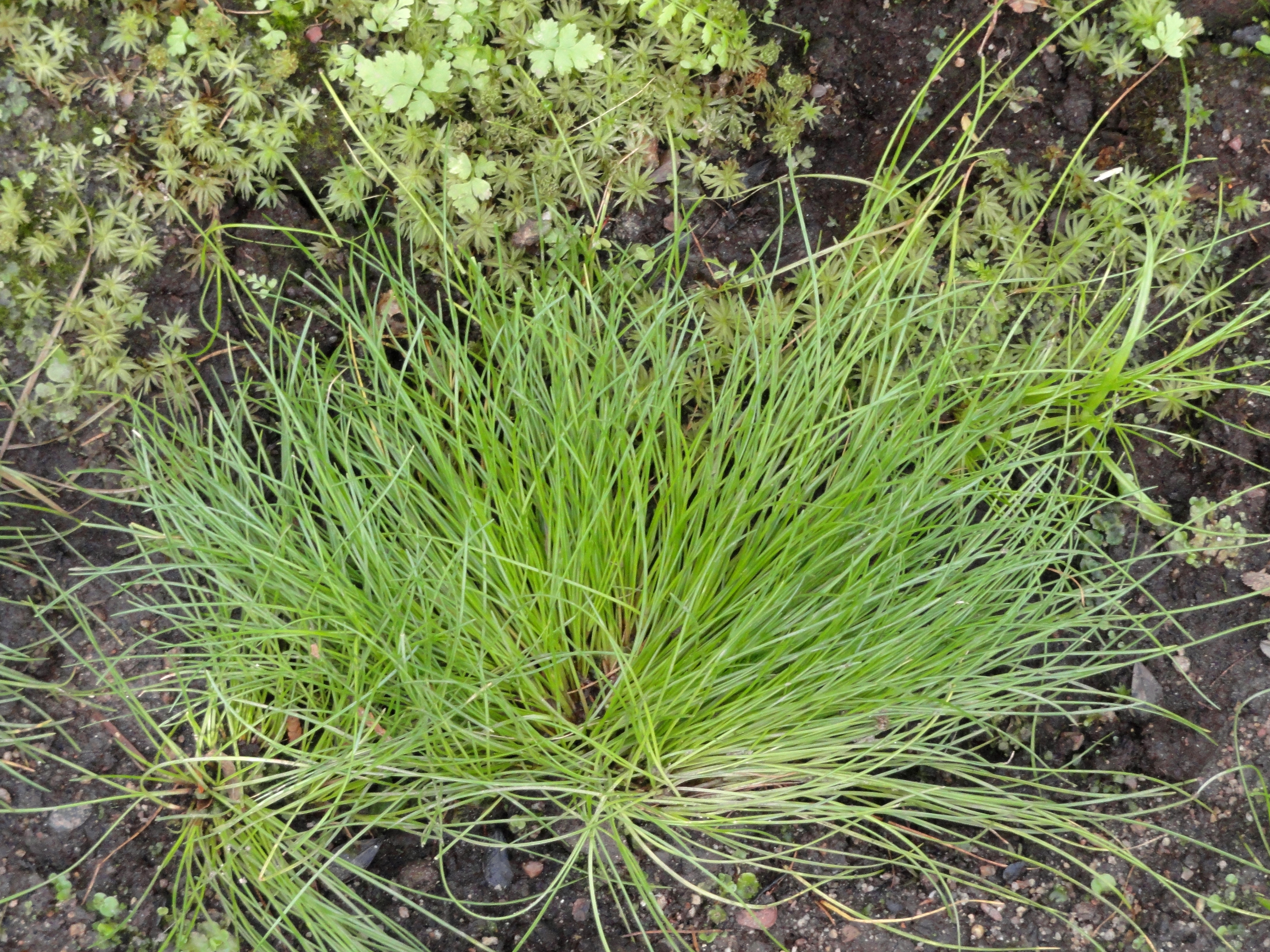
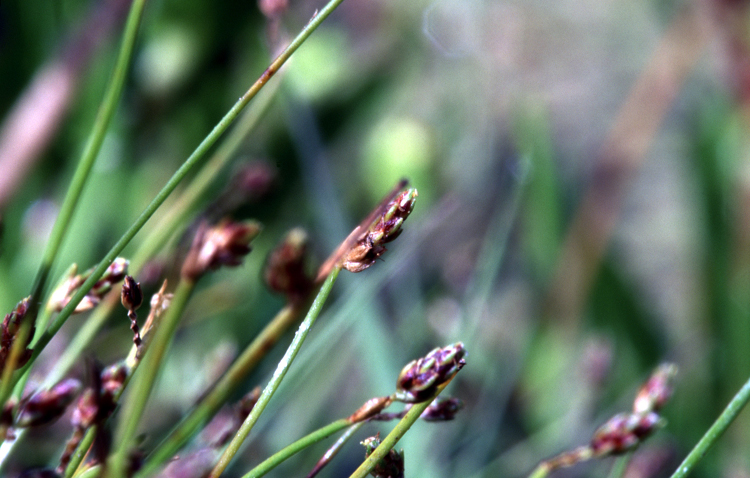